# Хлопков, Николай Михайлович
Николай Михайлович Хлопков (12 [25] декабря 1908, Владимир ― 24 февраля 1986, Свердловск) ― советский композитор, дирижёр, музыкальный педагог.

## Биография
Родился в семье рабочего.
С восьми лет пел в церковном хоре, в 1922 году поступил в детскую музыкальную школу.
В 1927―1931 годах учился в Томском музыкальном техникуме на оркестровом отделении по классу скрипки.
Окончил Уральскую государственную консерваторию в 1941 году по классу композиции Маркиана Петровича Фролова и Виктора Николаевича Трамбицкого. Член Союза композиторов РСФСР с 1940 года.
Принимал участие в Великой Отечественной войне. Гвардии техник-интендант. Руководил армейским ансамблем. Был демобилизован в 1943 году после ранения.
В 1945―1951 годах ― руководитель музыкального вещания Свердловского радио и преподаватель Уральской государственной консерватории. С 1950 года ― художественный руководитель Уральского народного хора, с 1957 года ― заведующий кафедрой Уральской консерватории.
В 1964―1981 годах жил и работал в Краснодаре, где занимал пост председателя краевого отделения Союза композиторов РСФСР.
Умер 24 февраля 1986 года в Свердловске. Похоронен на Сибирском кладбище.

### Награды
Награжден орденами Красной Звезды (21.06.1943), Отечественной Войны II степени (06.04.1985), медалями «За оборону Сталинграда» (22.12.1942), «За оборону Москвы» (01.05.1944).